# Metro v Rijádu
Metro v Rijádu je historicky prvním metrem v Saúdské Arábii. Jeho otevření proběhlo v roce 2024. Všechny linky jezdí bez řidiče, jedná se o nejdelší automatizované metro na světě.
V roce 2024 stála dvouhodinová jízdenka 4 saúdské rijály (26 Kč), a měsíční jízdenka stála 140 rijálů (900 Kč).

## Výstavba
Výstavba začala v roce 2014, s plánem dokončení do roku 2018. Otevření však proběhlo až v roce 2024, tedy o 6 let později než bylo plánováno.

## Linky
Při otevření metra 6. prosince 2024 byly v provozu tři linky. Další tři se mají postupně zprovoznit do ledna 2025. V plánu je také sedmá linka.
| Linka | Délka   | Počet stanic | Datum otevření    |
| ----- | ------- | ------------ | ----------------- |
| 1     | 38 km   | 24           | 6. prosince 2024  |
| 2     | 25,3 km | 14           | 6. prosince 2024  |
| 3     | 40,7 km | 21           | 6. prosince 2024  |
| 4     | 29,6 km | 9            | 15. prosince 2024 |
| 5     | 12,9 km | 11           | 15. prosince 2024 |
| 6     | 29,9 km | 9            | leden 2025        |
| 7     |         |              | Ve fázi příprav   |